# Neoserica nigrosetosa
Neoserica nigrosetosa är en skalbaggsart som beskrevs av Moser 1908. Neoserica nigrosetosa ingår i släktet Neoserica och familjen Melolonthidae. Inga underarter finns listade i Catalogue of Life.